# Batalla de Mantinea (207 a. C.)
La batalla de Mantinea se libró en el año 207 a. C. cerca de la ciudad arcadia de Mantinea entre el ejército espartano, dirigido por Macánidas, y el de la Liga Aquea, cuyas fuerzas fueron encabezadas por Filopemen. Los aqueos salieron victoriosos, y Macánidas fue muerto durante el combate.